# Michel Mercier (1906-1980)
Pour les articles homonymes, voir Mercier et Michel Mercier (homonymie).
Michel Mercier (14 décembre 1906, Fontenay-le-Comte - 8 juillet 1980, Blois), est un homme politique français.

## Biographie
Avocat au barreau de Blois, il est bâtonnier en 1950 et 1951. Conseiller municipal de Blois, il est député de Loir-et-Cher de 1953 à 1955.